# Топонимия Болгарии

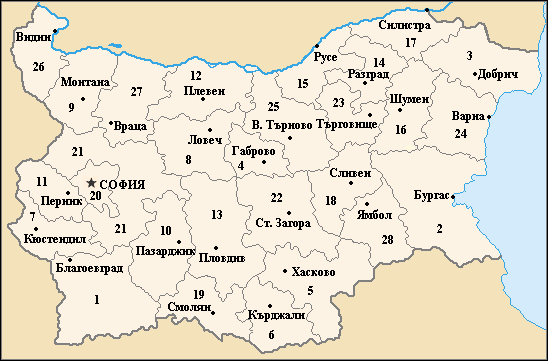
Административное деление Болгарии

Топонимия Болгарии — совокупность географических названий, включающая наименования природных и культурных объектов на территории Болгарии. Структура и состав топонимии страны обусловлены её географическим положением и богатой историей.

## Название страны
Название Болгарии происходит от названия тюркских племён — «булгары», населявших с IV века степи Северного Причерноморья до Каспия и Северного Кавказа и мигрировавших во 2-й половине VII века частично в Подунавье, а позднее в Среднее Поволжье и ряд других регионов. Некоторые историки ставят под вопрос идентификацию булгар как тюркского племени, высказывая гипотезу об их северо-иранском происхождении. Этноним «булгары», возможно, возник из прототюркского слова bulģha («смешивать», «встряхивать», «перемешивать») и его производного bulgak («восстание», «беспорядок»). Альтернативные этимологии выводят происхождение этнонима из монгольского bulğarak («отделить», «отделить») или от соединения пратюркского bel («пять») и gur («стрела» в смысле «племя»), предполагаемого разделения утигуров или оногуров («десять племен»).
Альтернативная гипотеза происхождения названия страны связывает его с особенностями произношения названия реки Волга, у берегов которой обитали эти племена, и постепенно трансформировавшегося: Volga → Volgarii → Volgaria → Bolgaria → Bulgaria.
Исторически государство болгар носило названия Первое Болгарское царство (681—1018 годы), Византийская Болгария (1018—1185 годы), Второе Болгарское царство (1185—1396 годы), после обретения независимости от Османской империи — Княжество Болгария (1878—1908 годы), Третье Болгарское царство (1908—1946), затем, после установления коммунистического режима — Народная Республика Болгария (1946—1990 годы), и с 1990 года по настоящее время — Республика Болгария (болг. Република България [rɛˈpublikɐ bɤ̞lˈɡarijɐ]).

## Формирование топонимии
По оценке В. А. Жучкевича, в топонимии Болгарии можно выделить следующие топонимические пласты:
1. Доримский (фракийский). К нему относятся такие топонимы как Искыр, Вит, Осым, Струма и т. д.
2. Греческий — главным образом на Черноморском побережье: Созопол, Ахтопол и т. д.
3. Латинский (позднеримский) — в придунайской части: Огоста, Тимок, Арчар и др.
4. Славянский. Кое-где на фоне славянской топонимии встречаются «островки» турецкой, ассимилировавшей славянские названия в период господства Османской империи:Добруджа (слав. Добротица), Кюстанджа (слав. Костенец), Бургас и т. д. Имеются также вкрапления румынских топонимов, как например, Жулавала, Костомар, Влашско село и др.[7].

Во времена коммунистического правления была довольно широко распространена практика переименований географических объектов, которым давались зачастую идеологизированные названия. Так, в период с 1947 по 1951 годы было переименовано 453 объекта, появились такие названия как Димитровград, Благоевград, Вазовград, Михайловград, Коларовград, Суворово, Ботев и т. д. .
Как отмечал болгарский лингвист В.Георгиев, в отношении гидронимии в Болгарии проявляется закономерность, типичная для гидронимии многих стран: крупные реки прочнее удерживают свои названия по сравнению с малыми реками. Так, у рек Болгарии протяжённостью более 100 километров 67 % названий приходится на дославянские (фракийские) гидронимы (Искыр, Вит, Струма, Лом, Тунджа и др.), 15 % — на болгарские (Топольница, Провадийска) и 18 % — на гидронимы из других языков (романских, кельтских, тюркских). Среди названий рек средней длины (от 50 до 100 километров) уже 60 % имеют болгарское происхождение (Доспат, Песчаник, Елешница (приток Струмы), Бистрица), 19 % — турецкое (Олудере, Азмака, Фындыклы), 15 % — фракийское (Эрма, Панега) и 6 % — из других языков.
В оронимии Болгарии доминируют славянские названия, которые составляют примерно 70-80 % от общей численности: Козница, Голяма Планина, Мальёвица, Чернятица, Бронница, Разбойка, Баба, Врышник и т. д. Дославянские и тюркские названия составляют 20-30 % оронимии:Хаджи-Димитыр, Айтоска, Камчий, Каланоч и т. д..
Что касается ойконимии, лингвисты отмечают тенденцию: наибольшее число древнейших славянских топонимов фиксируется на западе страны.

## Состав топонимии

### Гидронимы

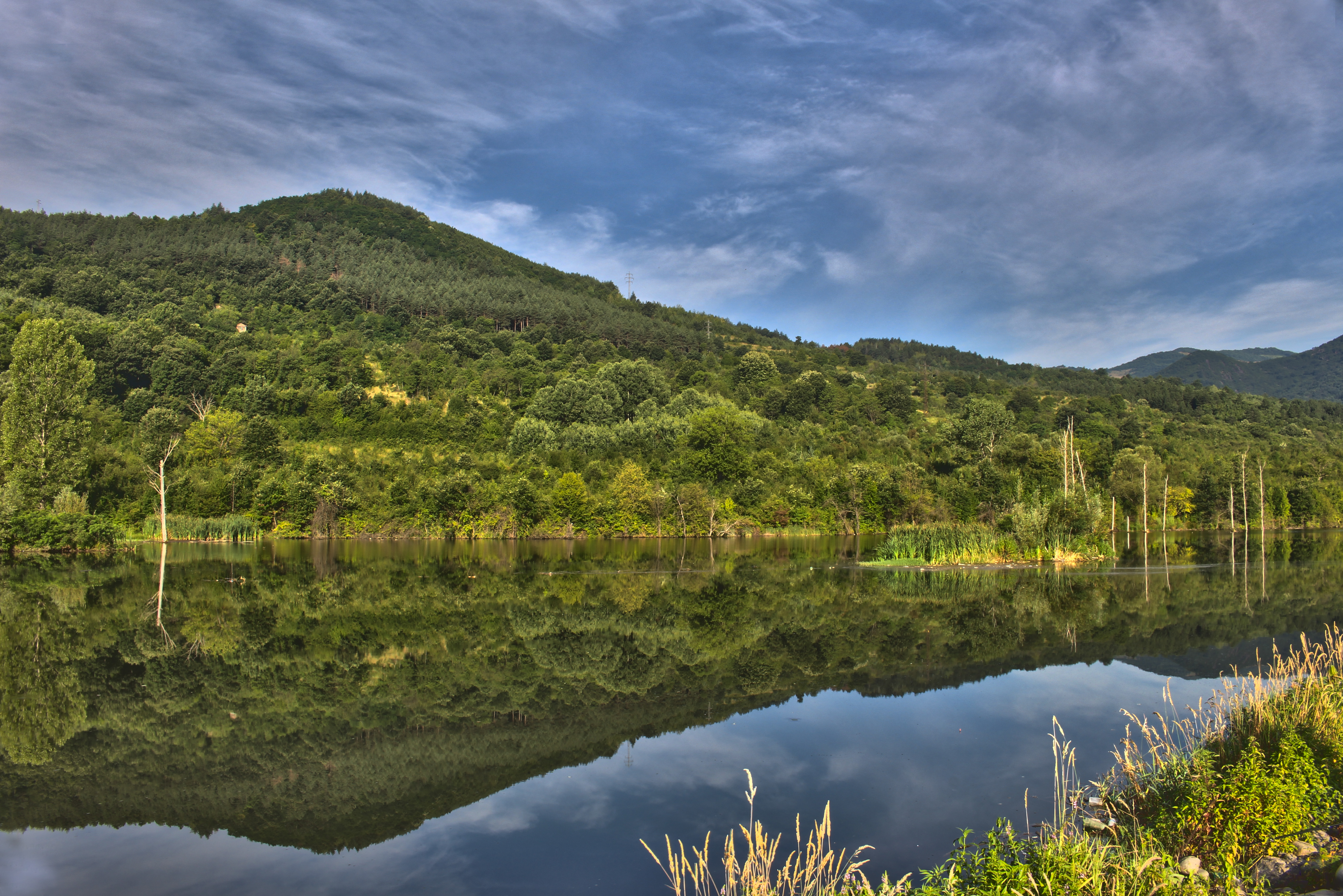
Река Искыр

- Дунай (болг. Дунав) — упоминается в трудах Гесиода (VII в. до н. э.) под названием «Истр» (Istros); название фракийского происхождения от индоевропейской основы *is(t)r- «течь, стремиться», относилось к нижнему течению реки. Верхняя и средняя части течения упоминаются в древнеримских источниках под названием лат. Danuvius (I в. до н. э). Это кельтское название по мере продвижения кельтов на восток вытесняло фракийское «Истр». Форма Danuv указывает на связь этого гидронима с иранским danu — «река»[9];
- Искыр (болг. Искър) — упоминается в трудах Геродота (V в. до н. э.), как Skios,Плиния (I в. н. э.), как Oescus, Птолемея (II век), как Oiskos, и других. По фонетическим соображениям наиболее вероятно образование гидронима от индоевропейской основы *udes («вода») и его родство с древнеирландским u(i)sce («вода») и ирландским esc («вода, болото»). Конечное -р в современном названии возникло в позднейшее время или под влиянием народноэтимологического сближения названия с «искра», или по аналогии с другими гидронимами[10];
- Тунджа (болг. Тунджа, тур. Tunca) — в древности называлась Tonzus, в Средние века — Tuntza. Гидроним фракийского происхождения, этимология точно не установлена;
- Осым (болг. Осъм) — гидроним фракийского происхождения, древнее название реки — Ноя, позже римляне переименовали её в лат. Anasamus (Asamus), а греки — в Осмос (греч. Οσμοσ). В славянском, древнем болгарском и турецком языках именовалась Осма. Название болг. Осъм появилось в середине XIX века;
- Янтра (болг. Янтра) — в древности именовалась Атрус, Ятрос (лат. Iatrus) и Этерус, этимология точно не установлена;
- Марица (болг. Марица) — гидроним считают имеющим фракийское происхождение от индоевропейской основы *eibhr («брызгать, лить»). В древнегреческих источниках называлась Эброс, в древнеримских — Hebrus. Нижнее течение реки, образующее при впадении в Эгейское море заболоченную дельту, называлось у древних авторов Meritus. Начиная с XII века, это название распространяется на всё течение реки и приобретает форму «Марица»; в его основе фракийский формант -mari («море, болотистая местность»)[11];
- Камчия (болг. Камчия) — в древности называлась Panisos, позже славяне дали ей имя Тича, этимология точно не установлена;
- Арда (греч. Άρδας, болг. Арда) — этимология точно не установлена;
- Струма (болг. Струма) — гидроним фракийского происхождения, этимология точно не установлена;
- Вит (болг. Вит) — гидроним фракийского происхождения, этимология точно не установлена;

### Оронимы
- Стара-Планина[12][13] (болг. Ста́ра планина́, серб. Стара планина) — в древности и в средневековье горы были известны своим фракийским названием: Haemus Mons. Есть точка зрения, что название Haemus (Αἷμος) происходит от фракийского слова *saimon («горный хребет»)[14]. В народной этимологии бытует точка зрения, что название Haemus происходит от греческого слова «haema» (αἵμα), что означает «кровь», и основано на греческом мифе: во время боя между Зевсом и титаном Тифоном Зевс поразил Тифона громом, кровь титана пролилась на горы, которые получили название в честь этой битвы[15]; существует также топонимическая легенда о Родопе и Геме;
- Ботев (болг. Ботев) — названа в честь болгарского поэта и революционера Христо Ботева в 1950 году, до этого пик назывался Юмрукчал[16] — «кулак-гора» (болг. юмрук — «кулак», чал — «высокая горная вершина»);
- Бузлуджа (болг. Бузлуджа) — с 1942 года переименована в «Хаджи Димитр» в честь героя национально-освободительной борьбы болгар;
- Вихрен (болг. Вихрен) — до 1942 года пик назывался Елтепе («пик бурь»), в настоящее время это название имеет небольшое укрытие у подножия Вихрена;
- Голям-Перелик (болг. Голям Перелик) — этимология точно не известна;
- Мальёвица (болг. Мальовица) — этимология точно не известна;
- Миджур (серб. Миџор, болг. Миджур) — этимология точно не известна;
- Мусала (болг. Мусала — с 1950 по 1962 именовалась «Пик Сталина»; название арабского происхождения, пришло через тюркское Мусалла — «место для молитвы»[17][18];
- Родопы (болг. Родопи) — название происходит из древнегреческого мифа о фракийской царице Родопе и её брате Геме, которые были влюблены друг в друга и называли друг друга Зевсом и Герой, за что были наказаны богами — превращены в горные хребты во Фракии — Родопы и Гемские горы (ныне — Стара-Планина) соответственно[19];
- Черни-Врых (болг. Черни връх) — колористический ороним, буквальное значение — «чёрный пик»;
- Шипка (болг. Шипка) — первоначально называлась «Святой Николай» (болг. Свети Николай). В 1954 году была переименована в Столетов (пик Столетова), в честь генерала Столетова — руководителя обороны Шипки. Но имя генерала тоже было «Николай», и народ продолжал называть вершину по-старому. В 1977 году вершина снова была переименована, в этот раз в Шипку, несмотря на то, что возвышение с таким названием уже есть[20].

### Этимология названий регионов и крупнейших городов
| Название области         | Происхождение топонима                                                     | Первое упоминание                                          | Значение | Примечания |
| ------------------------ | -------------------------------------------------------------------------- | ---------------------------------------------------------- | --- | --- |
| Благоевградская область  | славянский                                                                 | античность                                                 | От названия города Благоевград, который возник в античные времена как фракийское поселение Скаптопара. После османского нашествия в XV веке город неоднократно менял названия — Дюма Базари, Дюма, Орта Дюма, Джумая, Горна Джумая. В 1950 году переименован в Благоевград в честь Димитра Благоева, основателя Болгарской рабочей социал-демократической партии (тесных социалистов) и Коммунистической партии Болгарии.                                                                                        | Один из многочисленных славянских топонимов с компонентой -град.                                               |
| Бургасская область       | латинский                                                                  | античность, современная форма — с 1727 года                | Название от города Бургас, от латинского слова «бургус» (лат. burgus), что означало небольшой по размерам позднеантичный каструм (военный лагерь). | Имеется ряд топонимов с компонентой «Бургас/бургаз» — Люлебургаз (Турция), Кумбургаз, Яримбургаз, Кемербургаз. |
| Добричская область       | славянский                                                                 | 1882                                                       | Название от города Добрич, названного в честь Добротицы, правителя Добруджи XIV века, чьё имя происходит из славянского корня -добр. | |
| Габровская область       | славянский                                                                 | 1430                                                       | Название от города Габрово, которое, возможно, происходит от славянского корня -граб + славянский суффикс -ово. | Имеются многочисленные топонимы со схожим названием Грабов.                                                    |
| Хасковская область       | арабо-тюркско-славянский                                                   | XV век                                                     | Название происходит от города Хасково, которое сформировано из арабского корня араб. حس‎ has («владение») + тюркское köy («деревня») + славянский суффикс -ово. | |
| Кырджалийская область    | тюркский и арабский                                                        | Период Османской империи                                   | Название от города Кырджали, названного в честь турецкого завоевателя XIV века Кырджа Али, чьё имя включает тюркскую компоненту «Кырджа» и арабское имя Али, что означает «высокий» или «возвышенный». | |
| Кюстендилская область    | латинский и тюркский                                                       | 1559                                                       | Название от города Кюстендил, получившего название в честь правившего здесь сербского феодала XIV века Константина Деяновича, или Константина Драгаша, constans + тюркское il («уезд»). | См. также Констанца (Köstence) в Румынии.                                                                      |
| Ловечская область        | славянский                                                                 | середина XI века                                           | Название от города Ловеч, возможно, от славянского корня -лов («охота») + славянский суффикс -еч. | См. также Лович в Польше.                                                                                      |
| Монтанская область       | латинский                                                                  | античность                                                 | Название от города Монтана, который многократно менял свои названия. Изначально имя «Монтана» ему дали римляне, по-видимому, от слова mons — «горный». В 1890—1945 годах город именовался «Фердинанд» (в честь правящего князя Болгарии Фердинанда I), в 1945—1993 годах — «Михайловград» (в честь погибшего в 1944 году коммуниста Христо Михайлова), и с 1993 года восстановлено название «Монтана». | См. также Монтана (значения).                                                                                  |
| Пазарджикская область    | персидский и тюркский                                                      | Период Османской империи                                   | Название от города Пазарджик, от тюркского слова pazar (тюркская форма для персидского «базар, рынок») + тюркский уменьшительный суффикс -cık, таким образом, «маленький рынок». | См. также Нови-Пазар в Сербии                                                                                  |
| Перникская область       | славянский                                                                 | XII век                                                    | Название от города Перник, вероятно, получившего название в честь славянского бога Перуна + славянский суффикс -ник или -ик или от местного боярского имени Перин. | |
| Плевенская область       | славянский                                                                 | венгерская летопись 1270 года                              | Название от города Плевен, назван по расположению на реке Плева (Плава); болг. плава — «место, откуда производится сплав древесины». | См. также Плевля в Черногории.                                                                                 |
| Пловдивская область      | фракийский, возможно славянский или греческий                              | XII век до н. э.                                           | Название от города Пловдив, по оценке Денниса Родуэлла, одного из старейших городов Европы. В 340 году до н. э. завоёван Филиппом II Македонским и назван в его честь Филиппополь (греч. Φιλιππόπολις), во фракийском произношении Пульпидева («Пульпи» — передача имени «Филипп», «дева» на фракийском — «город»). Это название трансформировалось в славянское «Плоподев» и далее — в «Пловдив». В этот период город носил и ещё одно имя — Одрис (это название можно встретить на древних бронзовых монетах). | |
| Разградская область      | персидский и славянский                                                    | 1573                                                       | Название от города Разград, которое, вероятно, происходит от имени славянского бога Хорса, которое, в свою очередь, происходит от персидского xoršid либо, по альтернативной версии, от персидского hezar («тысяча») или арабского hissar («крепость») + славянский суффикс -град. | См. также Хыршова в Румынии .                                                                                  |
| Русенская область        | неизвестно                                                                 | 1380-е годы                                                | Название от города Русе, возможно от корня ру- («река, течение») или *h₁reudʰ-ó- («красный» или «русый»). Другие версии этимологии включают поселение русских, неизвестное племя гетов («riusi») или языческую практику «Русалия». | |
| Шуменская область        | еврейский или славянский                                                   | XII век                                                    | Название от города Шумен, которое происходит либо от славянского слова «шума» («лес», или «зелень») + славянский суффикс -ен, либо от имени болгарского князя Симеона I (которое, в свою очередь, происходит от еврейского Shim’on — «поход»). | См. также Шумадия в Сербии и Шумава в Баварии                                                                  |
| Силистренская область    | дако-фракийский или латинский                                              | 106 год н. э.                                              | Название от города Силистра (ранее именовался Доросто́л, Дристр, Дуростор, лат. Durostorum); возможно, название происходит от древнегреческого названия Дуная — «Иструс», в свою очередь, заимствованного из фракийского языка, или от латинских слов «silo» и «stra». | |
| Сливенская область       | славянский                                                                 | XVII век                                                   | Название от города Сливен, от славянского слова слив + славянский суффикс -ен. | |
| Смолянская область       | славянский                                                                 | после 1878 года                                            | Название от города Смолян, получившего название от южнославянского племени смоляне. | См. также Смольяны в Беларуси, Смоляны Даб и Смоляны Садек в Польше, Смоленск, и т. д.                         |
| София                    | греческий                                                                  | С VIII века до н. э.                                       | В древности на месте Софии существовало поселение фракийского племени сердов, в I веке н. э. получившее римское название Сердика. С IX века под именем Средец — в составе Болгарии. Позднее город назывался Триадица, а в конце XIV века получил название София (по собору святой Софии). | |
| Софийская область        | см. выше                                                                   | см. выше                                                   | название от города София, см. выше | |
| Старозагорская область   | славянский                                                                 | средние века                                               | Название от города Стара-Загора, от славянского корня стар и средневекового названия региона «Загора» («за горами»). | См. также Загора (значения), Нова-Загора, Загори в Греции, Хорватское Загорье, Загорье (Словакия)              |
| Тырговиштская область    | славянская адаптация тюркского слова                                       | 1934 год                                                   | Название от города Тырговиште, от славянского корня торг + славянский суффикс -иште, «торговый город» (калька с турецкого Eski Cuma, «старый рынок»). | См. также Тырговиште (Румыния), Трговиште в Сербии                                                             |
| Варненская область       | неизвестно, возможно: 1. протославянский 2. праиндоевропейский 3. иранский | Феофан Исповедник (VIII век)                               | Название от города Варна, об этимологии которого существует несколько версий, наиболее убедительной, по оценке Е. М. Поспелова, является связывающая название с «вар» — «минеральный источник». В 1949—1956 годах город назывался «Сталин» в честь И. В. Сталина. | См. также Варнов (значения), Варняй в Литве, Вране в Сербии, Варанаси в Индии, Вароша на Кипре.                |
| Великотырновская область | славянский и, возможно, латинский                                          | 1180-е годы                                                | Название от города Велико Тырново, от славянского корня велик и корня тырн («шип»), либо от латинского turis («башня») или tres naves («три корабля», ассоциация с тремя холмами) + славянский суффикс -ово. | См. также Тарнув в Польше, Трнава в Словакии, Тирнавос в Греции                                                |
| Видинская область        | кельтский                                                                  | античность или средние века, современная форма с 1570 года | Название от города Видин, происходящего от кельтского Dononia («укреплённый холм»), которое трансформировалось в латинское Bononia, а затем в болгарское Бдин, Бадин. | См. также Болонья                                                                                              |
| Врацкая область          | славянский                                                                 | XVI век                                                    | Название от города Враца, которое происходит от славянского корня врата + славянский суффикс места -ица, таким образом, название означает «воротца, маленькие ворота». | См. также Враца (Румыния)                                                                                      |
| Ямболская область        | греческий и, возможно, латинский                                           | Период Османской империи (современная форма)               | Название от города Ямбол, которое, по-видимому, происходит от греческого Диамболи, где компонента Ди взята от имени императора Диоклетиана либо бога («Dios») + греческое слово «полис». | |

## Топонимическая политика
Вопросами топонимической политики в Болгарии занимается Совет по орфографии и транскрипции географических названий при Управлении геодезии и картографии Министерства регионального развития и благоустройства, который возглавляет К.Гегов.

### на русском языке
- Жучкевич В.А. Общая топонимика. Издание 2-е, исправленное и  дополненное. — Минск: Вышэйная школа, 1968. — С. 432.
- Инструкция по передаче на картах географических названий Болгарии / Сост. И. В. Попов; Ред. С. А. Тюрин. — М.: Геодезиздат, 1955. — 16 с.
- Поспелов Е. М. Географические названия мира. Топонимический словарь / отв. ред. Р. А. Агеева. — 2-е изд., стереотип. — М.: Русские словари, Астрель, АСТ, 2002. — 512 с. — 3000 экз. — ISBN 5-17-001389-2.

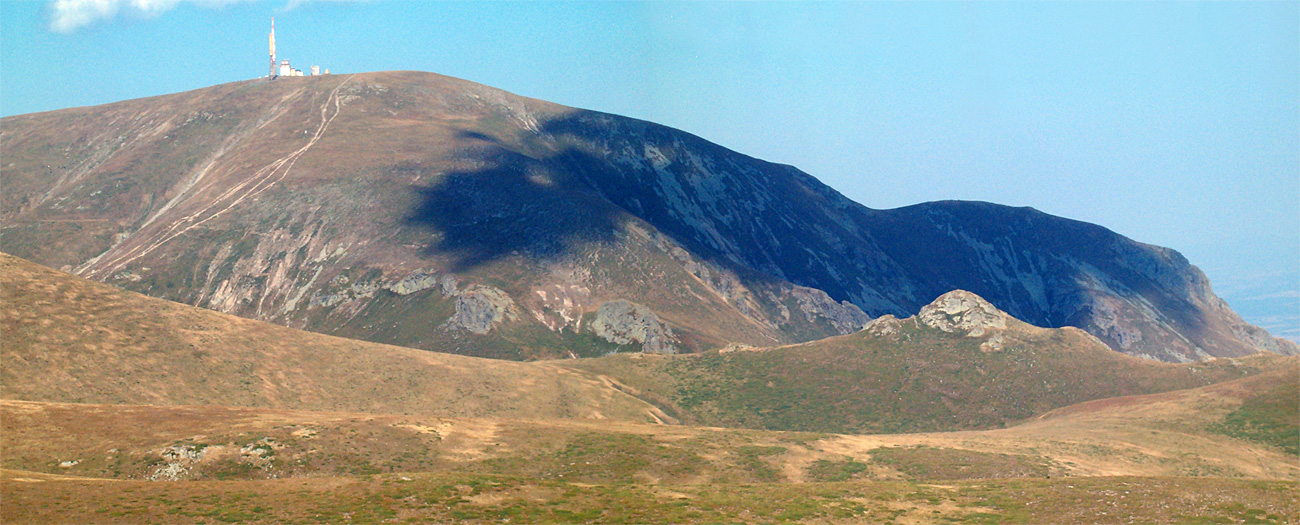
Гора Ботев

- Словарь географических названий зарубежных стран / А. М. Комков. — М.: Недра, 1986. — 459 с.

### на болгарском языке
- Георгиев В. Българска етимология и ономастика. — София, 1960.